# Потиски округ
Потиски (крунски) округ (диштрикт) је био управна територијална јединица у оквиру Хабзбуршког царства у раздобљу 1751-1872, са седиштем у Старом Бечеју (данашњи Бечеј). Округ се својим границама значајно поклапао са данашњим подручјем бачког Потисја (изузимајући простор Шајкашке).

## Историјат округа
Потиски округ образован је 1751. године од стране аустријске царице Марије Терезије у циљу задржавања српског живља у датим крајевима. Разлог масовног исељавања Срба из области бачког Потисја био је укидање Војне границе на овом подручју (Потиско-Поморишке границе). Због бојазни да ће српски граничари бити претворени у кметове угарских великаша почело је њихово масовно исељавање у крајеве јужне Русије (Нова Србија и Славеносрбија). Како Хабзбуршкој круни није одговарало губљење пореских обвезника и становништва у граничном подручју према Отоманском царству као непријатељској земљи, она је формирала Потиски округ у циљу задржавања месних Срба.
Поводом оснивања Потиског округа издата је и посебна повеља, којом је зајамчена самоуправа са седиштем у тадашњем Старом Бечеју. Захваљујући томе, подручје округа и његови становници имали су током раздобља битисања ове административне јединице привредне и политичке повластице у оквиру царства. Повластице су прошириване три пута — 1759, 1774, и 1800. године. Првим повластицама одређене су дужности самоуправе, али је другим омогућено досељавање мађарског становништва. Разлог овоме је и то што се велики број Срба већ иселио. И поред тога преостали Срби нису се лако мирили са датом одлуком. Тако је у местима додира српских староседелаца и мађарских досељеника дошло до немира. На пример, прву мађарску кућу у Мартоношу спалили су месни Срби. Ипак, у наступајућим деценијама дошло је до масовног насељавања мађарског становништва (делом и због „великомађарских циљева“ мађарских великаша), па је округ за две-три деценије постао претежно мађарски, посебно у северном делу (у неким јужним насељима округа су и даље преовлађивали Срби).
Званично, Потиски округ је био административна јединица у саставу Бачко-бодрошке жупаније, која је била део хабзбуршке Угарске и Хабзбуршког царства. И поред тога, округ је задржао значајан део повластица током свог дугог битисања.
Округ је привремено укинут 1848. године припајањем Српској Војводини, а потом и Војводству Србији и Тамишком Банату, да би након укидања војводства био обновљен, а потом и коначно укинут 1872. године.

## Насеља Потиског округа
Округ је првобитно обухватао 14 насеља у источном делу Бачке, од којих су 4 насеља 1796. године управно пребачена у Шајкашку (ознака *): 
- Стари Бечеј (данашњи Бечеј) — седиште
- Ада (раније Острово)
- Бачко Градиште (раније Фелдварац односно Бачки Фелдварац)
- Бачко Петрово Село (раније Петрово Село)
- Госпођинци*
- Кањижа (раније Стара Кањижа)
- Мартонош
- Мол
- Нови Ковиљ*
- Сента
- Србобран (раније Сентомаш)
- Стари Ковиљ*
- Турија
- Чуруг*

- Треба напоменути да су многа од наведених насеља, посебно у северном делу, имала огромне зависне просторе са бројним салашарским насељима. Данас су многа од њих засебна насеља.